# 天主教聖菲總教區 (阿根廷)
天主教聖菲總教區（拉丁語：Archidioecesis Sanctae Fidei Verae Crucis）是阿根廷一個羅馬天主教教省總教區，下轄兩個教區。是該國十三個總教區之一。
1897年2月15日升為教區，原屬布宜諾斯艾利斯總教區，1934年4月20日升為總教區。
總教區範圍包括聖菲省東部五縣。2010年有教友40,000人（佔轄區總人口87.5%）、九十一個堂區、131名司鐸。現任教區總主教為若瑟·馬利亞·阿蘭西多。